# 中継貿易
中継貿易（ちゅうけいぼうえき、なかつぎぼうえき英:intermediary trade）とは、一国の周辺他国との貿易の形態のひとつ。自国で原材料から生産、加工したものを他国に輸出し、自国では生産できなかったり、不足するものをその代わりに輸入するというのではなく、他国から輸入したものをさらに別の他国に輸出するというものである。いわゆる加工貿易とは異なり、輸入したものをそのまま、本来の目的地へ再輸出される取引をいう。これは、輸出国から輸入国へ直接に輸送するのが政治的に困難であったり、または第三国を経由させたほうが関税が安くなるなどの理由からおこる。中継貿易では、第三国は輸出国に対しては買い手、輸入国に対しては売り手となり、二つの取引の売買契約当事者となる。この点が通過貿易と異なる。また、通過貿易は積み出しに際し輸入地が決まっているが、中継貿易の場合には、最終輸入地が決まらずに蔵置き、加工がなされる場合もある。中継貿易によって第三国には売買差益が入るほか、加工料、運賃、保険料、その他のサービス収入が入る。また、中継貿易は貿易振興や外貨獲得の重要な手段となるため、各種の免税措置を設けて積極的に奨励している国や地域もある。中継貿易港の条件としては、関税のかからない自由港であること、多くの商品が集散する国際的な交通の要所にあること、外貨取引も簡単にできること、などが挙げられる。代表的な中継貿易港には香港(ホンコン)やシンガポールが挙げられる。なお、中継貿易に似たものに仲介貿易があるが、これは第三国の貿易業者が売買契約当事者とはなるものの、貨物は第三国を経由せず輸出国から輸入国へと送られる。